# Jean Gabin
Jean Gabin (eredeti nevén: Jean Alexis Moncorgé) (Párizs, 1904. május 17. – Neuilly-sur-Seine, 1976. november 15.) francia színész.

## Életrajza
Apja, Ferdinand Joseph Moncorgé, kerékgyártó, aki Ferdinand Gabin néven lett kabarészínész. Anyja, Hélène Petit kávéházi énekesnő volt.
Gyermekkorát vidéken, a Párizstól mintegy 35 kilométerre, északra fekvő falucskában, Mériel-ben (Seine-et-Oise megye) töltötte, ahol nővére nevelte. 1915-ben, amikor szülei ismét Párizsban rendezkedtek be, magukhoz vették. Azt szerették volna, hogy fiukból is előadóművész legyen. 1917-ben azonban abbahagyta iskolai tanulmányait és irodaszolgaként a párizsi elektromos műveknél helyezkedett el. 1918-ban elvesztette édesanyját. Apja taníttatni akarta, ezért 1919-ben beíratta egy neves gimnáziumba, ahonnan még abban az évben megszökött, és ismét Mériel-ben, nővérénél húzódott meg.
1920 és 1922 között kétkezi munkával kereste kenyerét: volt anyagmozgató, dolgozott cementgyárban, majd újságárus, kifutófiú és raktáros lett. Igazából azonban csak a boksz érdekelte. Már 10 éves korában eltört az orrcsontja egy bokszmérkőzés során.
Apja unszolására és beajánlására végül is 1923-ban a Folies Bergères zenés színház statisztája lett.
1924-25-ben a haditengerészetnél töltötte sorkatonai idejét.
1925-ben elvette feleségül Gaby Basset színésznőt, akitől két gyermeke született. 1930-ban elváltak.
1927-ben debütált táncos-komikus színészként kisebb operett-szerepekben. Még ebben az évben az ünnepelt énekesnő, Mistinguett partnere lett a Moulin Rouge-ban.
1928-ban forgatott először filmet: két néma bohózatban kapott szerepet. A hangos film 1930-ban fedezte fel: a Pathé fivérek produkciójában, a Chacun sa chance (Mindenkinek a maga esélye) című filmben kapott szerepet; az első nagy játékfilmje a Méphisto volt, azonban igazi nagy ismeretséget a Maria Chapdelaine-ben nyújtott alakításával szerzett 1934-ben. Ezt követően valódi sikerfilmek következtek: A nagy ábránd, Ködös utak, Állat az emberben.
1933-ban feleségül vette Jeanne Mauchain revütáncosnőt. 1939-től külön éltek, 1943-ban hivatalosan is elváltak. Közben 1937-ben kérészéletű kapcsolata volt Mireille Balin, majd 1939-ben Michèle Morgan színésznőkkel.
1939 szeptemberében mozgósítják: Cherbourg-ba vonul be a haditengerészethez. Franciaország német megszállása után, 1940-ben az Amerikai Egyesült Államokba emigrált. Filmrendező barátaihoz csatlakozva Hollywoodba ment, ahol két középszerű, De Gaulle-t támogató propagandafilmet forgatott. Ott találkozott Marlene Dietrich-hel, akivel 1947-ig együtt élt. A háború után két közös filmet is forgattak, de az átütő siker elmaradt.
A már ünnepelt színész 1943-ban csatlakozott a De Gaulle tábornok által vezetett Szabad Francia Erőkhöz. Egy olajszállító hajó lövegparancsnokaként tér vissza Amerikából Casablancába. Előbb Észak-Afrikában harcolt, majd Leclerc tábornok híres 2. páncélos hadosztályában szolgál tengerészgyalogosként. Ott volt Párizs bevételénél. A háborúban tanúsított hősiességéért megkapta a katonai érdemrendet és a hadikeresztet. Amikor 1945-ben „a Szabad Franciaország legöregebb harckocsiparancsnokaként” leszerelt és visszatért a „világot jelentő deszkákra”, haja már hófehér volt.
1947-ben ismét színpadra lépett A szomj (La soif) című darabban, közben filmezett. A szerény sikerű, kisebb filmek után 1954-ben érkezett újból a siker, Az utolsó akció  című filmmel. Innen karrierje ismét töretlen.
1949-ben feleségül vette Christiane Fournier-t, a Lanvin-divatház vezető modelljét. Ebből a házasságából három gyermeke született, közülük Florence Moncorgé-Gabin ma elismert forgatókönyvíró.
Általában szerette a vidéki életet, különösen kedvelte a lótenyésztést. Egy nagy farmot vezetett Moulins-la-Marche-ban (Orne megye), de a környék parasztjai ellenségesen viselkedtek vele szemben. 1962-ben még tüntetést is szerveztek ellene, több száz földbérletet szerezni akaró gazda napokon át blokkolta a farmját, melyet halála után a családja gyorsan el is adott.
Több dalt írtak számára, melyeknek jellemzője, hogy Gabin nem énekli, hanem elmondja a szöveget, közülük a legsikeresebb a Most már tudom… (Maintenant, je sais) című lett.
1963-ban barátjával, az ugyancsak világhírű Fernandellel együtt GAFER néven filmprodukciós céget alapított.
Sokszínű egyéniségével meggyőzően alakította mind a csirkefogó, mind a Maigret-féle zsaru szerepét. A II. világháború előtt inkább a tragikus hősök szerepében tündökölt, utána inkább intellektuális szerepeket kapott (elnök, rendőrfelügyelő, igazgató). E szerepei nagyban járultak hozzá mítoszának megteremtéséhez. Egyike azon színészeknek, akik végig jelen voltak a francia filmgyártás nagy pillanatainál, forgattak vele némafilmet, de színes kópiát is. Olyan nagy személyiségekkel dolgozott együtt, mint Jean Renoir, Marcel Carné, Jacques Prévert, később pedig Michel Audiard, Alain Delon illetve Jean-Paul Belmondo csodálhatta nagyszerű jellemábrázolását és egyedi játékstílusát.
Alakításaiért több fesztiválsikert könyvelhetett el: főszereplője volt a legjobb idegen nyelvű filmként 1949-ben Oscar-díjat nyert A feledés útján című filmnek. 1951-ben és 1954-ben a Velencei Mostrán kapta meg a legjobb alakítást nyújtó színésznek járó díjat (La nuit est mon royaume, illetve Az utolsó akció), 1959-ben és 1971-ben pedig a Berlinalén (Archimédesz, a csavargó, illetve A macska). 1958-ban, majd 1960-ban is jelölt volt a Brit Filmakadémia legjobb külföldi színész díjára (Átkelés Párizson, valamint Maigret csapdát állít).
Több állami kitüntetésben részesült. 1960-ban a Becsületrend lovagja lett, 1976-ban pedig a Nemzeti Érdemrend tiszti rendjelét vehette át.
Leukémiában halt meg. Temetése háborús hősnek kijáró katonai tiszteletadással történt, hamvait – kívánsága szerint – Brest-től mintegy 20 mérföldre az Atlanti-óceánba szórták.
A filmes szakma megbecsülését a mai napig élvezi. 1976-ban ő vezethette az első César-díj átadást (ez volt az utolsó megjelenése nagyközönség előtt), halálának tizedik évfordulóján, 1987-ben pedig ő maga is megkapta életművéért a Tiszteletbeli Césart. Nevét adja a Jean Gabin-díjnak, melyet minden évben egy ígéretes fiatal színész kap meg.

## Filmjei
A cím után a film rendezőjének neve szerepel.
- 1928 : L’héritage de Lilette (Ohé ! Les valises) [13] (kisjátékfilm)
- 1930 : Les lions (On demande un dompteur vagy Dompteur) [14] (kisjátékfilm)
- 1931 : Tout ça ne vaut pas l'amour – Jacques Tourneur
- 1931 : Egy estéért… (Pour un soir…!) – Jean Godard
- 1931 : Chacun sa chance – Hans Steinhoff, René Pujol
- 1931 : Méphisto – Henri Debain, Nick Winter
- 1931 : Paris Béguin – Augusto Genina
- 1931 : Gloria – Hans Behrendt, Yvan Noé
- 1932 : Cœur de lilas – Anatole Litvak
- 1932 : Mulat a század (Les gaietés de l'escadron) – Maurice Tourneur
- 1932 : La foule hurle – Jean Daumery
- 1932 : La belle marinière – Harry Lachmann
- 1932 : Cœurs joyeux – Hanns Schwarz, Max de Vaucorbeil
- 1933 : L’étoile de Valencia – Serge de Poligny
- 1933 : Adieu les beaux jours – Johannes Meyer, André Beucler
- 1933 : Du haut en bas – Georg Wilhelm Pabst
- 1933 : Le tunnel – Kurt Bernhardt
- 1934 : Maria Chapdelaine – Julien Duvivier
- 1934 : Zouzou – Marc Allégret
- 1935 : Golgota (Golgotha) – Julien Duvivier
- 1935 : A spanyol légió (La bandera) – Julien Duvivier
- 1935 : Variétés – Nicolas Farkas
- 1936 : Szajna-parti szerelem (La belle équipe) – Julien Duvivier
- 1936 : Éjjeli menedékhely (Les bas–fonds) – Jean Renoir
- 1937 : Az alvilág királya (Pépé le Moko) – Julien Duvivier
- 1937 : A nagy ábránd (La grande illusion) – Jean Renoir
- 1937 : Le messager – Raymond Rouleau
- 1937 : A nők bálványa (Gueule d’amour) – Jean Grémillon
- 1938 : Ködös utak (Le quai des brumes) – Marcel Carné
- 1938 : Állat az emberben (La bête humaine) – Jean Renoir
- 1939 : Menekülő élet (Le récif de corail) – Maurice Gleize
- 1939 : Mire megvirrad (Le jour se lève) – Marcel Carné
- 1941 : Vontatók (Remorques) – Jean Grémillon
- 1942 : A szerelem kikötője (Moontide) – Archie Mayo
- 1943 : The Impostor – Julien Duvivier
- 1946 : Halálos ölelés (Martin Roumagnac) – Georges Lacombe
- 1947 : Miroir – Raymond Lamy
- 1949 : A feledés útján (Au-delà des grilles)[15] – René Clément
- 1950 : A kikötő Máriája (La Marie du port) – Marcel Carné
- 1950 : Pour l'amour du ciel [16] Luigi Zampa
- 1951 : Victor – Claude Heymann
- 1951 : La nuit est mon royaume – Georges Lacombe
- 1952 : Az igazság Bébé Donge-ról (La vérité sur Bébé Donge) – Henri Decoin
- 1952 : A gyönyör [17] (Le plaisir) – Max Ophüls
- 1952 : La minute de vérité – Jean Delannoy
- 1953 : Viharok (Fille dangereuse) [18] – Guido Brignone
- 1953 : Leur dernière nuit – Georges Lacombe
- 1953 : A Rajna szüze (La vierge du Rhin) – Gilles Grangier
- 1954 : Az utolsó akció [12] (Touchez pas au grisbi) – Jacques Becker
- 1954 : Párizs levegője (L' air de Paris) – Marcel Carné
- 1955 : Mulató a Montmartre-on (French cancan) – Jean Renoir
- 1955 : Napóleon (Napoléon) – Sacha Guitry
- 1955 : Kábítószer razzia (Razzia sur la chnouf) – Henri Decoin
- 1955 : Gyermekbíróság (Chiens perdus sans collier) – Jean Delannoy
- 1955 : Gázolaj (Gas–oil) – Gilles Grangier
- 1956 : A kárhozat útja [19] (Des gens sans importance) – Henri Verneuil
- 1956 : Le port du désir – Edmond T. Gréville
- 1956 : Eljött a gyilkosok ideje [20] (Voici le temps des assassins) – Julien Duvivier
- 1956 : Le sang à la tête – Gilles Grangier
- 1956 : Átkelés Párizson (La traversée de Paris) – Claude Autant-Lara
- 1956 : Bűn és bűnhődés (Crime et châtiment) – Georges Lampin
- 1957 : Fájdalom nélkül (Le cas du docteur Laurent – Jean-Paul Le Chanois
- 1957 : Le rouge est mis – Gilles Grangier
- 1958 : Maigret csapdát állít (Maigret tend un piège) – Jean Delannoy
- 1958 : Nyomorultak (Les misérables) – Jean-Paul Le Chanois
- 1958 : Zűrzavar és éjszaka (Le désordre et la nuit) – Gilles Grangier
- 1958 : Baj esetén (En cas de malheur) – Claude Autant-Lara
- 1958 : A nagy családok (Les grandes familles) – Denys de la Patellière
- 1959 : Archimédesz, a csavargó (Archiméde, le clochard) – Gilles Grangier
- 1959 : Maigret és a Saint–Fiacre ügy (Maigret et l’affaire Saint–Fiacre) – Jean Delannoy
- 1959 : Az Eiffel torony árnyékában (Rue des Prairies) – Denys de la Patellière
- 1960 : Báró a zsilipen (Le baron de l’écluse) – Jean Delannoy
- 1960 : Les vieux de la vieille – Gilles Grangier
- 1961 : Az elnök (Le président) – Henri Verneuil
- 1961 : A balek bosszúja (Le cave se rebiffe) – Gilles Grangier
- 1962 : Majom a télben (Un singe en hiver) – Henri Verneuil
- 1962 : Az epsomi úriember (Le gentleman d’Epsom) – Gilles Grangier
- 1963 : Alvilági melódia (Mélodie en sous–sol) – Henri Verneuil
- 1963 : Maigret és a gengszterek (Maigret voit rouge) – Gilles Grangier
- 1964 : Monsieur – Jean-Paul Le Chanois
- 1964 : Hálátlan kor (L’âge ingrat) – Gilles Grangier
- 1965 : Égi háború (Le tonnerre de dieu) – Denys de la Patellière
- 1966 : Egy kis bunyó Párizsban (Du riffifi à Paname) – Denys de la Patellière
- 1966 : Le jardinier d’Argenteuil – Jean-Paul Le Chanoi
- 1967 : Le soleil des voyous – Jean Delanno
- 1968 : Pasas a tönk szélén [21] (Le Pacha) – Georges Lautner
- 1968 : Nicsak, ki tetovál (Le tatoué) – Denys de la Patellière
- 1969 : A bika jegyében (Sous le signe du taureau) – Gilles Grangier
- 1969 : A szicíliaiak klánja (Le clan des siciliens) – Henri Verneuil
- 1970 : A ló (La horse) – Pierre Granier-Deferre
- 1971 : A macska (Le chat) – Pierre Granier-Deferre
- 1971 : Le drapeau noir flotte sur la marmite – Michel Audiard
- 1972 : Gyilkosság sorozatban (Le tueur) – Denys de La Patellière
- 1973 : A Dominici ügy (L’affaire Dominici) – Claude Bernard-Aubert
- 1973 : Két férfi a városban (Deux hommes dans la ville) – José Giovanni
- 1974 : Az ítélet (Verdict) – André Cayatte
- 1976 : A szentév (L’année sainte) – Jean Girault

## Díjak, elismerések
- 1951 : Volpi Kupa – La nuit est mon royaume
- 1954 : Volpi Kupa – Párizs levegője és Az utolsó akció [12]
- 1959 : Ezüst Medve – Archimédesz, a csavargó
- 1971 : Ezüst Medve – A macska
- 1987 : Tiszteletbeli César – életművéért

## Fordítás
Ez a szócikk részben vagy egészben a Jean Gabin című francia Wikipédia-szócikk ezen változatának fordításán alapul.  Az eredeti cikk szerkesztőit annak laptörténete sorolja fel. Ez a jelzés csupán a megfogalmazás eredetét és a szerzői jogokat jelzi, nem szolgál a cikkben szereplő információk forrásmegjelöléseként.